# Child Watabaran Centre Nepal
Child Watabaran Center, Nepal - CWCN är en social organisation som verkar i Kathmandu, Nepal för att hjälpa i första hand gatubarn tillbaka in i samhället. 
Child Watabaran grundades på initiativ av det svenska konsultföretaget Xdin som år 2001 ville göra något annat än att bara ge julklappar till sina kunder. Organisationen grundades av Tirtha Raj Rasaili, Chandra Nath Sapkota, Rewat Raj Timilisina, Karin Fredholm och Maria Tingbäck. Med vid grundandet var två personer som fortfarande är verksamma inom den sociala sektorn i Nepal - Tirhta Raj Raisali och Björn Söderberg. Björn startade sitt pappersföretag parallellt med barnhemmet. Tanken var att projekten skulle ha nytta av varandra men då detta inte fungerade i praktiken skildes verksamheterna åt. 
Tirtha är idag VD för Child Watabaran medan Björn jobbade vidare med pappersbruket och driver det i egen regi under namnet Watabaran.
Child Watabaran har idag 45 anställda och arbetar för att bli självförsörjande. I nuläget är organisationen bidragsberoende men man har ett uttalat mål att genom egen affärsverksamhet finansiera sina sociala projekt.
De sociala projekt man driver idag innefattar ett barnhem, en skola för gatubarn, en ambulerande klinik och en produktionsanläggning som bland annat tillverkar textilier för den svenska marknaden.
Den 14 september 2009 invigs Child Watabarans nya barnhem som kommer att kunna ha 60 barn boende där.

## Watabaran
Watabaran är en pappersverkstad som anställer lågutbildade nepaleser för att tillverka pappersprodukter av återvunnet papper. Watabaran drivs av den svenska entreprenören Björn Söderberg. 
Sedan starten 2001 har man återvunnit över 50 ton papper som sedan sålts till i första hand Sverige.